# Långben som tjurfäktare
Långben som tjurfäktare (engelska: For Whom the Bulls Toil) är en amerikansk animerad kortfilm med Långben från 1953.

## Handling
Långben är på semester när han stöter på en ilsken tjur på vägen när han passerar Mexiko. Han lyckas överlista tjuren utan att veta om det själv. Detta får mexikanerna att tro att han är "Den store Matadoren" och tycker att han borde fäktas mot en tjur i Mexico City, klädd som en matador.

## Om filmen
Filmen hade svensk premiär den 5 december 1953 på biografen Röda Kvarn i Stockholm och ingick i kortfilmsprogrammet Kalle Ankas muntra gäng där även Jätten Kalle Anka, Jan Långben som Åke Mjuk, Pluto på fisketur, Livat på havet (ej Disney), Plutos besvär med storken och Kalle Ankas ettermyror ingick.

## Rollista (i urval)
- Pinto Colvig – Långben[4]